# 대전광역시의 기념물
대전광역시의 기념물은 기념물 중에서 대전광역시 내에 있는 문화재를 의미한다.

## 지정목록
| 번호 | 사진 | 명칭                                        | 소재지 | 관리자 (단체)          | 지정일                                                           | 참조 |
| 1호  |      | 박팽년선생유허 (朴彭年先生遺墟)             | 대전 동구 우암로 326번길 28                                                                                    | 동구                   | 1989년 3월 18일 지정                                             |      |
| 2호  |      | 계족산성 (鷄足山城)                         | 대전 대덕구 신탄진동 장동                                                                                      | 송인영                 | 1989년 3월 18일 지정, 1991년 10월 25일 해제, 사적 제355호로 승격 |      |
| 3호  |      | 내동리지석묘 (內洞里支石墓)                 | 대전 유성구 교촌동 10-3, 11-1                                                                                  | 유성구                 | 1989년 3월 18일 지정                                             |      |
| 4호  |      | 보문사지 (普文寺址)                         | 대전 중구 무수동 산2-1,전174,구371                                                                             | 중구                   | 1989년 3월 18일 지정                                             |      |
| 5호  |      | 김익희의묘 (金益熙의墓)                     | 대전 유성구 과학로 80-141                                                                                      | 김달순                 | 1989년 3월 18일 지정                                             |      |
| 6호  |      | 구성동산성 (九城洞山城)                     | 대전 유성구 구성동 20, 20-1                                                                                    | 유성구                 | 1989년 3월 18일 지정                                             |      |
| 7호  |      | 월평동산성 (月坪洞山城)                     | 대전 서구 월평동 산12-3 외                                                                                     | 서구                   | 1989년 3월 18일 지정                                             |      |
| 8호  |      | 질현성 (迭峴城)                             | 대전 대덕구 비래동 산31-1,산30, 산29-1, 비룡동 산17, 산15-17, 산15-2, 산16, 주산동 산21,산22,산23              | 대덕구                 | 1989년 3월 18일 지정                                             |      |
| 9호  |      | 우술성 (雨述城)                             | 대전 대덕구 신대동 산21-1,산25-3,산26-1,산27-1,연축동 산42,산41-1                                              | 대덕구                 | 1989년 3월 18일 지정                                             |      |
| 10호 |      | 보문산성 (寶文山城)                         | 대전 중구 석교동 산17-1,산19, 대사동 산3-71,호동 산8,산6-1                                                     | 중구                   | 1989년 3월 18일 지정                                             |      |
| 11호 |      | 능성 (陵城)                                 | 대전 동구 가양동 산6,산5-1, 용운동 74-6, 비룡동 산19-1,산19-2산20-1,산20-2                                     | 동구                   | 1990년 5월 28일 지정                                             |      |
| 12호 |      | 갈현성 (葛峴城)                             | 대전 동구 용운동 산8,산7-1, 산9-4 비룡동 산26, 산25-4                                                          | 동구                   | 1990년 5월 28일 지정                                             |      |
| 13호 |      | 적오산성 (赤鰲山城)                         | 대전 유성구 방현동 산24-2,산25-1,산1-1,산24-1,산24-3, 화암동 산11, 덕진동 산19-1,산20-1,산20-2, 산21-3, 산21-5 | 유성구                 | 1990년 5월 28일 지정                                             |      |
| 14호 |      | 사정성 (沙井城)                             | 대전 중구 사정동 산62, 산65-3                                                                                  | 중구                   | 1990년 5월 28일 지정                                             |      |
| 15호 |      | 흑석동산성 (黑石洞山城)                     | 대전 서구 봉곡동 산27, 산28-1, 전42,흑석동 산83                                                                | 서구                   | 1990년 5월 28일 지정                                             |      |
| 16호 |      | 안산동산성 (案山洞山城)                     | 대전 유성구 안산동 산40, 산41,산42, 공주시                                                                     | 유성구                 | 1990년 5월 28일 지정                                             |      |
| 17호 |      | 삼정동산성 (三丁洞山城)                     | 대전 동구 삼정동 산53-6, 산53-1, 산53-3, 산54-1, 용운동 산14, 산12-2,산15-171                                  | 동구                   | 1990년 5월 28일 지정                                             |      |
| 18호 |      | 성북동산성 (城北洞山城)                     | 대전 유성구 성북동 산18, 산20-5, 교촌동 산3-1,산3-2, 산14                                                      | 유성구청               | 1990년 5월 28일 지정                                             |      |
| 19호 |      | 노고산성 (老姑山城)                         | 대전 동구 직동 산41, 산43, 산47, 산37-13, 산39-1                                                               | 동구                   | 1991년 7월 10일 지정                                             |      |
| 20호 |      | 견두산성 (犬頭山城)                         | 대전 동구 추동 산8-1, 효평동 산40-1                                                                            | 동구                   | 1991년 7월 10일 지정                                             |      |
| 21호 |      | 고봉산성 (古鳳山城)                         | 대전 동구 주산동 산19-1, 산9-1                                                                                 | 동구                   | 1991년 7월 10일 지정                                             |      |
| 22호 |      | 백골산성 (白骨山城)                         | 대전 동구 신하동 산27-1, 신상동 산24                                                                           | 동구                   | 1991년 7월 10일 지정                                             |      |
| 23호 |      | 소문산성 (蘇文山城)                         | 대전 유성구 신동 산13                                                                                          | 유성구                 | 1991년 7월 10일 지정                                             |      |
| 24호 |      | 계현산성 (鷄峴山城)                         | 대전 동구 삼괴동 산1-1, 산5, 충북 옥천군                                                                       | 동구                   | 1991년 7월 10일 지정                                             |      |
| 25호 |      | 비파산성 (琵琶山城)                         | 대전 동구 소호동 산38-1, 대별동 산11,산12-1                                                                    | 동구                   | 1991년 7월 10일 지정                                             |      |
| 26호 |      | 단재신채호선생생가지 (丹齋申采浩先生生家址) | 대전 중구 어남동 233 등 13필지                                                                                 | 중구                   | 1991년 7월 10일 지정                                             |      |
| 27호 |      | 숭현서원지 (崇賢書院址)                     | 대전 유성구 엑스포로 269번길 67                                                                                | 이규석                 | 1992년 7월 22일 지정                                             |      |
| 28호 |      | 둔산선사유적지 (屯山先史遺蹟址)             | 대전 서구 대덕대로 317번길 9                                                                                   | 서구                   | 1992년 10월 28일 지정                                            |      |
| 29호 |      | 성치산성 (城峙山城)                         | 대전 동구 직동 산4, 산3-1,대덕구 부수동 산7,산6-2                                                              | 동구, 대덕구           | 1993년 6월 21일 지정                                             |      |
| 30호 |      | 마산동산성 (馬山洞山城)                     | 대전 동구 마산동 산5,산6, 산7, 내탑동 산34                                                                     | 동구                   | 1993년 6월 21일 지정                                             |      |
| 31호 |      | 이현동산성 (梨峴洞山城)                     | 대전 대덕구 이현동 산38, 산40, 장동 산54,산57-1                                                                | 대덕구                 | 1993년 6월 21일 지정                                             |      |
| 32호 |      | 신선봉유적 (神仙峰遺蹟)                     | 대전 동구 비룡동 산4-1, 주산동 산26-2                                                                          | 동구청                 | 1995년 2월 27일 지정                                             |      |
| 33호 |      | 비래동고인돌 (飛來洞支石墓)                 | 대전 대덕구 비래동 419,420                                                                                     | 대덕구                 | 1997년 11월 7일 지정                                             |      |
| 34호 |      | 구완동청자가마터 (舊完洞靑磁窯址)           | 대전 중구 구완동 산 78-5                                                                                       | 중구                   | 1997년 11월 7일 지정                                             |      |
| 35호 |      | 구완동상감청자가마터 (舊完洞象嵌靑磁窯址)   | 대전 중구 운남로 252-190                                                                                       | 중구청                 | 1997년 11월 7일 지정                                             |      |
| 36호 |      | 정생동백자가마터 (政生洞白磁窯址)           | 대전 중구 산서로 741-59                                                                                        | 중구                   | 1997년 11월 7일 지정                                             |      |
| 37호 |      | 구성동유적 (九城洞遺蹟)                     | 대전 유성구 구성동 20-4                                                                                        | 유성구                 | 1998년 7월 21일 지정                                             |      |
| 38호 |      | 노은동유적 (老隱洞遺蹟)                     | 대전 유성구 지족동 920, 노은동 523                                                                             | 유성구                 | 1999년 5월 26일 지정                                             |      |
| 39호 |      | 궁동유적 (弓洞遺蹟)                         | 대전 유성구 궁동220, 242-15                                                                                    | 유성구                 | 2000년 2월 18일 지정                                             |      |
| 40호 |      | 장안동백자가마터 (壯安洞白磁窯址)           | 대전 서구 장안동 281, 281-5, 산56                                                                              | 서구                   | 2001년 6월 27일 지정                                             |      |
| 41호 |      | 미륵원지 (彌勒院址)                         | 대전 동구 냉천로 152번길 80                                                                                    | 회덕황씨종중           | 2005년 9월 6일 지정                                              |      |
| 42호 |      | 용호동유적 (龍湖洞遺蹟)                     | 대전 대덕구 용호동 41-3, 41-5                                                                                  | 대전광역시 대덕구      | 2006년 10월 6일 지정                                             |      |
| 43호 |      | 권이진의 묘역 (權以鎭의 墓域)               | 대전 중구 어남동 산6                                                                                           | 안동권씨 유회당가      | 2012년 4월 27일 지정                                             |      |
| 44호 |      | 송요년의 묘역 (宋遙年의 墓域)               | 대전 동구 이사동 산 17                                                                                         | 은진송씨 목사공파 종중 | 2012년 4월 27일 지정                                             |      |
| 45호 |      | 송응서의 묘역 (宋應瑞의 墓域)               | 대전 동구 이사동 산 17                                                                                         | 은진송씨목사공파종중   | 2012년 4월 27일 지정                                             |      |
| 46호 |      | 송남수의 묘역 (宋柟壽의 墓域)               | 대전 동구 | 은진송씨 목사공파 종중 | 2012년 4월 27일 지정                                             |      |
| 47호 |      | 송기수의 묘역 (宋麒壽의 墓域)               | 대전 동구 주산동 산25-6                                                                                        | 은진송씨 추파공파 종중 | 2012년 9월 29일 지정                                             |      |
| 48호 |      | 봉산동 느티나무                             | 대전 유성구 봉산동 297                                                                                         | 대전광역시 유성구청장  | 2017년 3월 13일 지정                                             | ,    |